# Roberto Andò
Pour les articles homonymes, voir Andò.
Roberto Andò (né le 11 janvier 1959 à Palerme, en Sicile) est un scénariste et réalisateur de cinéma italien.

## Filmographie

### Réalisateur
- 1992 : El traslado de la Virgen del Rocio, avec Daniele Abbado
- 1994 : Robert Wilson/Memory Loss
- 1995 : Diario senza date
- 1996 : For Webern, documentaire
- 1998 : Ritratto di Harold Pinter, téléfilm documentaire
- 2000 : Le Manuscrit du prince (Il manoscritto del principe)
- 2004 : Le Prix du désir (Sotto falso nome)
- 2004 : Il cineasta e il labirinto
- 2006 : Voyage secret (Viaggio segreto)
- 2013 : Viva la libertà
- 2016 : Les Confessions (Le confessioni)
- 2018 : Una storia senza nome
- 2021 : Il bambino nascosto
- 2022 : La stranezza
- 2025 : L'abbaglio

### Scénariste
- 1996 : For Webern
- 2000 : Le Manuscrit du prince (Il manoscritto del principe)
- 2004 : Sotto falso nome
- 2016 : Les Confessions (Le confessioni)
- 2022 : La stranezza

## Distinctions
- Amilcar de la ville au Festival du film italien de Villerupt 2016[1].
- David di Donatello 2023 : Meilleur scénario original pour La stranezza